# Saint-Clar
Saint-Clar este o comună în departamentul Gers din sudul Franței. În 2009 avea o populație de 977 de locuitori.

## Evoluția populației
| An        | 1975 | 1982 | 1990 | 1999 | 2006 | 2009 |
| --------- | ---- | ---- | ---- | ---- | ---- | ---- |
| Populație | 987  | 972  | 879  | 868  | 980  | 977  |